# Julius August von der Marck
Julius August von der Marck (* 1680; † 8. Juli 1753 in Köln) war Gouverneur von Jülich, kaiserlicher Generalfeldzeugmeister, Kommandant der Garde zu Pferd und kurpfälzischer geheimer Staatsrat.
Julius August entstammte dem hochadeligen Haus Von der Mark. Seine Eltern waren Franz Anton von der Marck-Schleiden (* 1640/1641; † 21. Juni 1680), Graf von Schleiden, Baron von Lumain und Seraing – ein Enkel von Philipp von der Marck – und dessen Ehefrau Maria Katharina von Wallenrodt (* 1648; † 4. April 1726). Sein Bruder Ludwig Peter (1674–1750) wurde französischer Diplomat.
Er ging zuerst in französische Dienste und wechselte dann in kurpfälzische Dienste. Dort wurde er 1734 Kommandant en Chef der Nieder-Rheinischen und Westfälischen Kreis-Truppen und 1739 Gouverneur der Stadt und des Herzogtums Jülich. Er wurde 1734 Nachfolger des Freiherren Johann Eberhard von der Leyen (1687–1732) als Reichs-General-Feldzeugmeister.
Er war auch Ritter des St. Huberts-Ordens und starb unverheiratet am 8. Juli 1753 abends in Köln. 